# Lester Lewis
Lester "Les" Lewis (26 de novembro de 1966 – 19 de março de 2013) foi um roteirista e produtor de televisão estadunidense, cujos trabalhos incluíram as sitcoms Flight of the Conchords, Caroline in the City e The Larry Sanders Show. Ele também foi produtor supervisor e escreveu dois episódios de The Office.

## Biografia
Lewis desenvolveu uma série musical para o Disney Channel, intitulada Madison High. Ele também trabalhou na versão estadunidense de The Office, aparecendo na San Diego Comic-Con em 2008 com a equipe.
Lewis comeu suicídio em 19 de março de 2013, aos 46 anos, deixando a esposa Tracy Lewis e dois filhos.